# اندرو گریو
اَندرو گریو (انگلیسی: Andrew Grieve؛ زادهٔ ۲۸ نوامبر ۱۹۳۹) کارگردان تلویزیونی، کارگردان فیلم و فیلم‌نامه‌نویس اهل بریتانیا است.
از فیلم‌ها یا مجموعه‌های تلویزیونی که وی در آن‌ها نقش داشته‌است، می‌توان به پوآرو، هورنبلوئر، لورنا دون و قهرمانان و خائنان اشاره نمود.